# Qoqolosing
Qoqolosing är ett berg i Lesotho. Det ligger i den norra delen av landet, 80 km nordost om huvudstaden Maseru. Toppen på Qoqolosing är 2 155 meter över havet, eller 433 meter över den omgivande terrängen. Bredden vid basen är 15,4 km.
Terrängen runt Qoqolosing är huvudsakligen kuperad, men åt sydväst är den platt. Runt Qoqolosing är det ganska tätbefolkat, med 124 invånare per kvadratkilometer. Närmaste större samhälle är Leribe, 9,7 km väster om Qoqolosing. Trakten runt Qoqolosing består i huvudsak av gräsmarker.